# Asiamericana
Genre
Asiamericana désigne un genre de théropodes carnivores présent au Crétacé supérieur en Asie et en Amérique, mais la validité de ce genre a été taxonomiquement mise en doute, trois dents fossiles étant la seule trouvaille rattachée à cette lignée de dinosaures.

## Généralité
À l’origine, le découvreur Lev Nessov lui-même hésitait sur la classification de l’animal : il y voyait soit un dinosaure spinosaure, soit un poisson ichthyodectidé. Des études ultérieures semblent confirmer que l’espèce Asiamericana est bien un théropode, mais plutôt du genre Richardoestesia ; le nom vient du fait que des dents similaires ont été trouvées en Asie et en Amérique, régions qui n'en formaient qu'une au Crétacé.
- Époque : Crétacé supérieur (Coniacien 89 - 85,5  Ma)
- Taille :
- Habitat : Ouzbékistan, Kazakhstan
- Régime alimentaire : carnivore, piscivore.

### Inventaire des fossiles retrouvés
- CCMGE 460/12457 : trois dents.

### Sources
1. ↑  Les taxonomistes parlent de « taxons d'organes » lorsqu'un taxon est décrit uniquement à partir de dents isolées : voir Hans-Dieter Sues et Alexander Averianov, (en) « Enigmatic teeth of small theropod dinosaurs fromthe Upper Cretaceous (Cenomanian–Turonian) of Uzbekistan » in Canadian Journal of Earth Sciences 2013, .
2. ↑  Lev Alexandrovitch Nessov, (en) Dinosaurs of Northern Eurasia : New Data About Assemblages, Ecology and Palaeogeography, p. 156, Univ. of Saint-Petersburg, 1995.
3. ↑  Phillip Currie,  (en) « Theropods from the Cretaceous of Mongolia », in The Age of Dinosaurs in Russia and Mongolia, 2000, pp. 434-455.